# Gulella bomolensis
Gulella bomolensis é uma espécie de gastrópode da família Streptaxidae.
É endémica da Tanzânia.